# Nuctenea cedrorum
Nuctenea cedrorum (Simon, 1929) è un ragno appartenente alla famiglia Araneidae.

## Distribuzione
La specie è stata rinvenuta in Algeria.

## Tassonomia
Non sono stati esaminati esemplari di questa specie dal 1983
Attualmente, a dicembre 2013, non sono note sottospecie